# Jacques de Deaux
Jacques de Deaux, mort le 22 juillet 1362 à Nîmes, est un prélat français du XIVe siècle qui fut évêque de Montauban puis de évêque de Gap et enfin de Nîmes.

## Biographie
Il est issu d'une famille noble du diocèse d'Uzès qui a fourni un prélat à l'église d'Embrun (Bertrand de Deaux), et à laquelle vers cette même époque, l'église de Nîmes semble inféodée, Jacques est sacriste d'Avignon et docteur en décrets.
Jacques de Deaux est nommé à l'évêché de Montauban en 1355. Il est transféré en 1357 à Gap. Il quitte ce siège en 1362 pour aller occuper celui de Nîmes. Jacques fait son entrée solennelle à Nîmes le 2 mai 1362, mais il meurt déjà le 22 juillet de cette même année.